# University of California

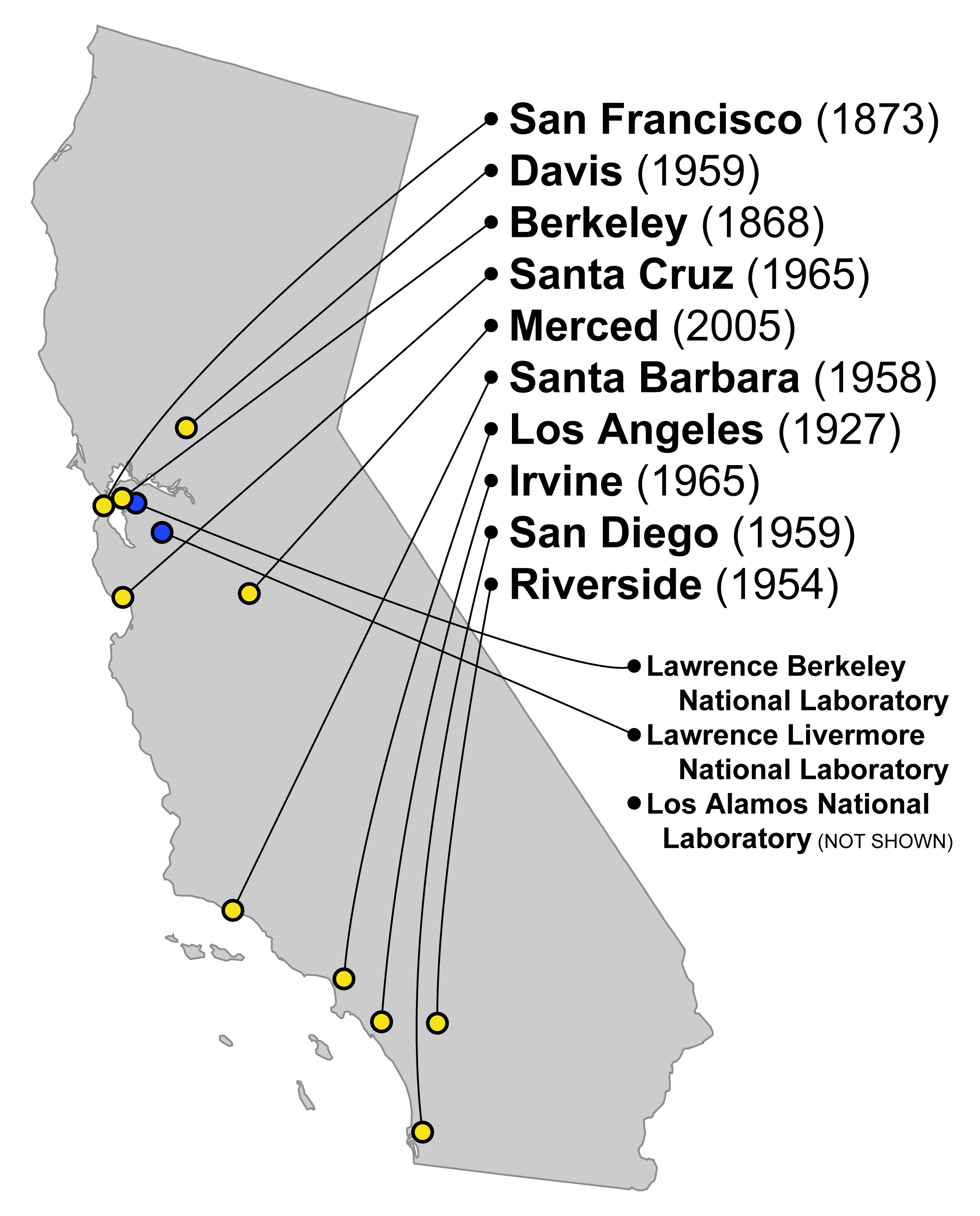
Standorte und Gründungsdaten der University of California

Die University of California (UC; deutsch Universität von Kalifornien) ist neben dem California-State-University-System das zweite kalifornische System bundesstaatlicher Universitäten mit insgesamt über 192.000 Studierenden (offiziell gibt es noch die Community Colleges California als drittes). Es gibt eine University of California in zehn Städten.
Obwohl die einzelnen Universitäten unabhängig voneinander sind, teilen sie sich doch einen guten Ruf für die Qualität ihrer Ausbildung. Daher zählen sie zu den besten staatlichen US-Hochschulen, der so genannten Public Ivy. Viele der Universitäten haben Nobelpreisträger und andere Spitzenforscher als Professoren. In den letzten Jahren wurden Nobelpreise für Physik und Wirtschaft an UC-Professoren in Santa Barbara, Los Angeles bzw. San Diego vergeben.

## Geschichte

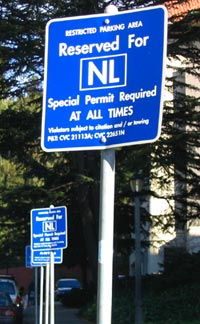
Parkplatz reserviert für Nobelpreisträger (Berkeley-Campus)

Die Gründung der Universitäten wurde schon in der kalifornischen Verfassung von 1849 vorgeschrieben. 1866 wurde vom Gesetzgeber das Agricultural, Mining, and Mechanical Arts College gegründet. Obwohl es finanziell gut ausgestattet war, fehlte das nötige Land. Bereits 1855 hatte der Pastor Henry Durant das College of California in Oakland ins Leben gerufen. Die Mäzene des College of California kauften 65 Hektar Land im Jahr 1866. Gelegen auf dem Gebiet des heutigen Berkeley, sollte dies die Ausbreitung des Colleges ermöglichen. Es fehlte aber dem College an Geld für den normalen Betrieb.
Daher bot das College of California dem Staat an, die beiden Institutionen zu einer allgemeinen Universität zusammenzuschließen. Damit wurde aus dem Agricultural, Mining, and Mechanical Arts College eine „vollständige Universität“. Am 23. März 1868 wurde schließlich die University of California per Vertrag gegründet. Damit älteste Teiluniversität ist die UC Berkeley (UCB). Der jüngste Ableger wurde 1999 in Merced gegründet, 2002 eröffnet und nahm im September 2005 den Lehrbetrieb auf.

## Standorte
| Hochschule                              | Abkürzung    | Ort           | Gründung | Zahl der Studierenden (2016) | Sportteam/Liga |
| --------------------------------------- | ------------ | ------------- | -------- | ---------------------------- | --- |
| University of California, Berkeley      | UCB oder Cal | Berkeley      | 1868     | 40.173                       | California Golden Bears (Atlantic Coast Conference)                                                                             |
| University of California, San Francisco | UCSF         | San Francisco | 1873     | 4.857                        | keine |
| University of California, Los Angeles   | UCLA         | Los Angeles   | 1919     | 44.947                       | UCLA Bruins (Big Ten Conference)                                                                                                |
| University of California, Davis         | UCD          | Davis         | 1905     | 37.397                       | Aggies (Big West Conference; Mountain West Conference ab Juli 2026)                                                             |
| University of California, Santa Barbara | UCSB         | Santa Barbara | 1905     | 24.346                       | Gauchos (Big West Conference)                                                                                                   |
| University of California, Riverside     | UCR          | Riverside     | 1954     | 22.990                       | Highlanders (Big West Conference)                                                                                               |
| University of California, San Diego     | UCSD         | San Diego     | 1959     | 35.816                       | Tritons (Big West Conference)                                                                                                   |
| University of California, Irvine        | UCI          | Irvine        | 1965     | 33.467                       | Anteaters (Big West Conference)                                                                                                 |
| University of California, Santa Cruz    | UCSC         | Santa Cruz    | 1965     | 18.783                       | Banana Slugs (Coast to Coast Athletic Conference, NCAA Division III)                                                            |
| University of California, Merced        | UCM          | Merced        | 2005     | 7.336                        | Golden Bobcats (California Pacific Conference, NAIA; California Collegiate Athletic Association, NCAA Division II ab Juli 2025) |

## Laboratorien
Die University of California unterhält drei nationale Laboratorien unter der Schirmherrschaft des United States Department of Energy:
- Ernest Orlando Lawrence Berkeley National Laboratory
- Lawrence Livermore National Laboratory
- Los Alamos National Laboratory

## Observatorien
Die University of California unterhält zwei Observatorien. Die Forschungszentren sind in Santa Cruz angesiedelt, werden aber von allen UCs benutzt.
- Lick-Observatorium
- Keck-Observatorium